# Красильная фабрика Ватреме
Красильная фабрика Ватреме — существовавшая в дореволюционной России компания. Полное наименование — Товарищество красильной фабрики Ю. Ф. Ватреме. Штаб-квартира компании располагалась в Москве.

## История

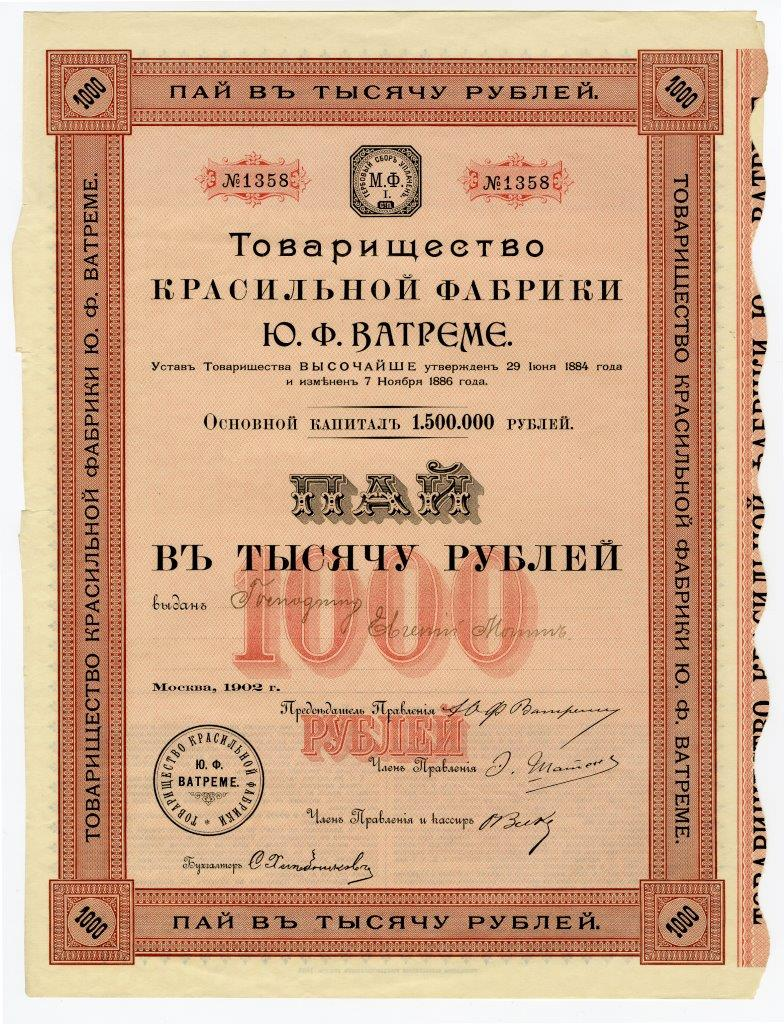
Пай Тов-ва красильной фабрики Ватреме

Устав Товарищества красильной фабрики Ю. Ф. Ватреме с изначально установленным Основным капиталом в 800 тыс. руб. был Высочайше Утвержден 28 июня 1884 года, сама же красильно-аппретурная фабрика близ тогдашней деревни Ивантеевки была заложена французским гражданином Юлием Федоровичем Ватреме девятью годами ранее, весной 1875 г.
Фабрика Ватреме занималась крашением льняной, шерстяной, бумажной и шелковой пряжи в «андрианопольский» (красный, кумачовый) цвет. Объем производства достигал ста пудов выкрашенной ткани ежедневно.
В начале 1910-х годов технология производства устарела, и фабрика перешла на выпуск бархата и шёлка. К тому времени предприятием владел другой французский промышленник, Евгений Жилле, выкупивший мануфактуру у Ватреме в 1900 г.. Название Товарищества при этом оставалось прежним. К 1913 г. основной капитал Товарищества красильной фабрики Ю. Ф. Ватреме достиг 4 млн руб., на производстве было задействовано порядка тысячи человек рабочих и служащих.
В ходе начавшейся вскоре Первой мировой войны фабрика Ватреме в круглосуточном режиме исполняла заказы военного ведомства, выпуская ткани для армейского обмундирования, а также ядовитые химические вещества.

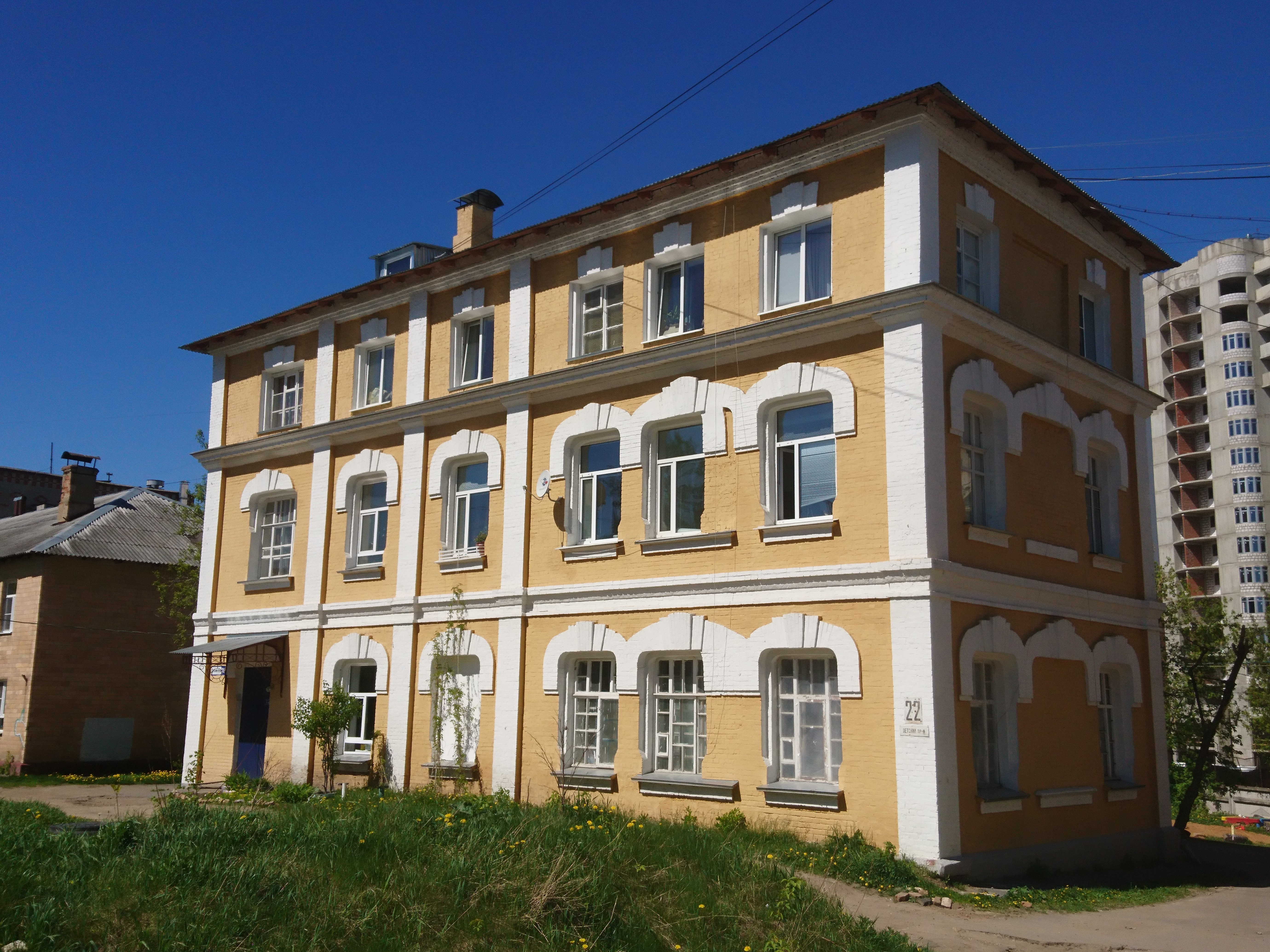
Дом для служащих фабрики

Национализированному в 1919 г. бывшему производству Товарищества красильной фабрики Ю. Ф. Ватреме впоследствии было присвоено имя Ф. Э. Дзержинского. В советскую эпоху фабрика славилась тем, что выпускала в том числе очень дефицитные в СССР капроновые чулки.
В постсоветское время фабрика была акционирована и преобразована ЗАО «Ивантеевский трикотаж», выпускавшее трикотажные изделия для детей и взрослых. В настоящее время предприятие практически прекратило свою деятельность. Территория фабрики частично заброшена, частично сдается в аренду различным субарендаторам.

## Собственники и руководство
Основные владельцы компании: Ю. Ф. Ватреме, Е. Жилле.